# Discografia de Casaca
Segue a discografia de Casaca, uma banda de congo brasileira.

## Álbuns de estúdio

### Na Casaca No Tambor Na Guitarra
Lançado em 2001. Independente/Sony Music.

#### Faixas
1. Congada
2. Camarada
3. Da Da Da
4. Voz de Buchecha
5. Morro da Concha
6. Anjo Samile
7. Sabrina
8. Luau
9. Ondas do Barrão
10. Luau
11. Congo e Reggae
12. Sereia
13. Leva um Picolé
14. Garças de Jacarenema
15. Ligado
16. Congada
17. Barra (bônus track)

### Casaca
Lançado em 2002. Sony Music.

#### Lista de Faixas
1. Da Da Da
2. Noite Fria
3. Sereia
4. Vida de Salário
5. Anjo Samile
6. Marina
7. Meu Santo Antônio
8. Sabrina
9. Batuqueiro
10. Minha Terra
11. Alagados
12. Barquinho

### Na Estrada
Lançado em 2004. Independente.

#### Faixas
1. Linda Estação
2. Flores Azuis
3. Vidraça
4. Velha Estrada
5. Esperança
6. Meu Amanhã
7. Verdade
8. Maranhão
9. Perdão
10. Agradecimento
11. Ser Maior
12. O Circo

### Tempo
Lançado em 2010. Independente.

#### Faixas
1. Natureza
2. Mig
3. Magia
4. Tempo
5. Ananda
6. Pra Ela
7. Estou Indo
8. João

## Singles

### Da Da Da
Lançado em 2001. Independente/Sony Music.

#### Faixas
1. Da Da Da

### Anjo Samile
Lançado em 2001. Independente/Sony Music.

#### Faixas
1. Anjo Samile

## EPs

### Ilha
Lançado em 2003. Independente.

#### Faixas
1. Ilha
2. Garças de Jacarenema (acústico)
3. Barra (acústico)
4. Vida de Salário (remix rádio edit)
5. Vida de Salário (remix full)
6. Entrevista com a banda Casaca

### Casaca
Lançado em 2007. Independente.

#### Faixas
1. Quanto Mais
2. O Seu Novo Mundo
3. Terra Prometida
4. Rainha do Congo
5. Corpo e Alma
6. Amanhã

### Chega!
Lançado em 2017, Independente.

#### Faixas
1. Consciência
2. Chega!

## Álbum ao vivo

### Casaca Ao Vivo
Lançado em 2014. Independente.
Faixas
1. Da Da Da (Renato Casanova)
2. Barra (Renato Casanova)
3. Morro da Concha (Renato Casanova)
4. Vida de Salário (Renato Casanova e Jura Fernandes)
5. Tequila Brown (Alexandre Lima/Amaro Lima/Fabio Carvalho/Queiroz)
6. Sereia (Renato Casanova / FEAT: Saulo)
7. Anjo Samile (Renato Casanova)
8. Meu Santo Antônio (domínio público)
9. Verdade (Renato Casanova)
10. Sabrina (Renato Casanova)
11. Esperança (Renato Casanova)
12. Marina (Renato Casanova/Alexandre Lima/Jura Fernandes)
13. Ligado (Renato Casanova)
14. Barquinho (Rodrigo Preto)
15. Ondas do Barrão (Renato Casanova)

## Alternativo

### Oi Novo Som
Alternativo referente à apresentação do especial Oi Novo Som.